# سیارک ۱۵۵۵۷
سیارک ۱۵۵۵۷ (به انگلیسی: 15557 Kimcochran، نامگذاری:2000GV) پانزده هزار و پانصد و پنجاه و هفتمین سیارک کشف شده‌است که در ۲ آوریل ۲۰۰۰ کشف شد.